# David Vandenbossche
David Vandenbossche (ur. 27 września 1980 w Dunkierce) – francuski piłkarz występujący na pozycji pomocnika. Od 8 lutego 2010 jest zawodnikiem Lausanne Sports.

## Kariera
Vandenbossche zawodową karierę rozpoczynał w AJ Auxerre w sezonie 2000/2001. W Ligue 1 zadebiutował 26 sierpnia 2000 w wygranym 4:3 meczu z AS Saint-Étienne. Od czasu debiutu pełnił tam rolę rezerwowego. W debiutanckim sezonie w lidze zagrał trzy razy. W 2003 roku zdobył z klubem Puchar Francji, po pokonaniu w jego finale 2:1 Paris Saint-Germain. W styczniu 2004 roku został wypożyczony do LB Châteauroux. Będąc zawodnikiem tego klubu, 20 marca 2004 w przegranym 1:4 pojedynku z Grenoble Foot 38 strzelił pierwszego gola w ligowej karierze. W Châteauroux grał do końca sezonu 2003/2004, a potem powrócił do Auxerre. Tam spędził jeszcze rok. W sumie w Auxerre rozegrał 18 spotkań.
Latem 2005 odszedł do drugoligowego LB Châteauroux. W tym klubie grał przez trzy sezony. Łącznie zagrał tam w 80 meczach i strzelił 10 goli. W lipcu 2008 podpisał kontrakt z innym drugoligowcem - US Boulogne. W jego barwach pierwszy ligowy występ zanotował 15 sierpnia 2008 w bezbramkowo zremisowanym spotkaniu z Montpellier HSC. Od czasu debiutu pełni tam rolę rezerwowego. W sezonie 2008/2009 zajął z klubem trzecie miejsce w lidze i awansował z nim do ekstraklasy.